# Калниня-Лукашевица, Занда
Занда Калниня-Лукашевица (лит. Zanda Kalniņa-Lukaševica; род. 30 июня 1978, Рига) — латвийский политический деятель. Член Партии реформ. Заместитель спикера Сейма (парламента) Латвии.

## Биография
Родилась 30 июня 1978 года.
Получила первую учёную степень по социальной работе, потом в 2004 году получила степень магистра на факультете экономики и управления Латвийского университета, где в 2013 году также получила степень доктора наук в области государственного управления.
Профессиональную карьеру начала в 1998 году в Юрмальской городской думе. С 2003 по 2008 год работала в Министерстве по делам регионального развития и самоуправлений, первоначально в качестве заместителя директора департамента  регионального развития и департамента реформ, а затем заместителя государственного секретаря. В 2008 году Калниня-Лукашевица назначена членом Комиссии стратегического анализа (КСА) при президенте Латвии. В 2010 году она стала советником президента Латвии по стратегическому планированию и анализу.
По результатам парламентских выборов 2011 года избрана депутатом Сейма. За время её мандата с 2011 по 2014 год избрана председателем комиссии по делам Европы и в качестве председателя парламентской группы Партии реформ, одновременно являясь членом комиссии Сейма по национальной экономике, аграрной, экологической и региональной политике.
С 2014 по 2022 годы была парламентским секретарём Министерства иностранных дел Латвийской Республики, обеспечивала связь Министерства с Сеймом и Европейским парламентом, представляла правительство Латвии на заседаниях Совета ЕС по иностранным делам.
По результатам парламентских выборов 2022 года избрана депутатом Сейма. Избрана заместителем спикера Сейма. Является членом Комитета по иностранным делам и Комитета по европейским делам, главой делегации Латвии в Парламентской ассамблее Совета Европы.